# 本谷育美
本谷 育美（もとや いくみ、1992年5月7日 - ）は、テレビ静岡 (SUT) のアナウンサー。

## 来歴
千葉県銚子市出身。青山学院大学法学部法学科卒業。
大学への入学とともにアナウンサーを希望職種として意識し、2年時からアナウンススクールに通ったりイベント関連のアルバイトをしたりと、アナウンスの仕事と結びつきそうなことなら何でもしていた。3年時には青学のミスキャンパス大会「ミス青山コンテスト2013」に出場し、ファイナリストの1人に選ばれている。
大学を卒業後、2015年4月にテレビ静岡に入社。

## 担当番組
- LOCO!エスパルス2015 - MC[4]
- GirlsParty - MC[5][6]
- ドレみ〜る[7]
- 情報ワイド てっぺん静岡 → てっぺん - リポーター
- みんなのニュース しずおか - キャスター
- プライムニュース しずおか - キャスター
- Live News it! ローカルパート - キャスター[8]
- ただいま!テレビ[8]
- FNNテレビ静岡ニュース